# Jugosfera
Jugosfera je pojam, kojeg je skovao Tim Judah u svojem članku "Enterning the Yugosphere" u britanskim listu The Economist 2009. Prema navodima autora nakon nestanka SFR Jugoslavije "rađa" se Jugosfera. 
Koncepcija "Jugosfere" kao i "zapadnog Balkana",  "regije" ili "ovih prostora" podsjeća s jedne strane na poslovnu suradnju susjednih država, a druge strane na politički institucionalizirane asocijacije.
I dvadeset godina nakon raspada bivše su države, prema Judahovom mišljenju tržišta upućena jedne na druge. 

## Vanjske poveznice
- Članak u javno
- Jugosfera britanskog tjednika, Hakave
- Informacije o autoru, engl.[neaktivna poveznica]
- The Economist: Enterning the Yugosphere, engl.
- jugosfera.eu: Vijesti iz jugosfere  Arhivirana inačica izvorne stranice od 2. travnja 2015. (Wayback Machine)